# 元文の黒船
元文の黒船（げんぶん の くろふね）とは、日本の江戸時代中頃の元文4年（1739年）夏、牡鹿半島、房総半島、および伊豆下田などに、ロシア帝国の探検船が来航した事件である。アメリカ合衆国の黒船（米国東インド艦隊ペリー提督）による、嘉永期の黒船来航に114年先立つ、いわゆる「鎖国」期における、江戸幕府とロシア帝国との初めての接触であった。
※本項における日付は日本側は貞享暦、ロシア側はユリウス暦によるものであり、現行のグレゴリオ暦とは異なる。

## ロシアの東方伸張とベーリング探検隊

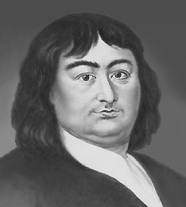
ヴィトゥス・ベーリング

ロシア帝国は16世紀末のロマノフ朝成立前後から、盛んに東方への勢力伸張を図り、シベリア以東方面へ進出した。ピョートル大帝は日本へも大いに関心を持ち、1695年にカムチャツカに漂流した日本人伝兵衛に謁見を許し、1705年には首都サンクトペテルブルクに日本語学校を開設して、伝兵衛をその教師とした。またピョートルの命によりデンマーク出身でロシア海軍大尉ヴィトゥス・ベーリング率いる探検隊が組織され、ピョートル没後の1727年にオホーツクに到着、翌年夏カムチャツカ半島から北上し、ユーラシア大陸とアメリカ大陸との間の海峡（ベーリング海峡）を通過して、陸続きではないことを確認するなどの成果を挙げていた。
1733年にはベーリングは第二次探検隊を組織。北平（北京）経由で日本へ交通路を開くための地図を作成する計画を立案する。日本への航路の探検および日本の調査のため、分遣隊長として同じくデンマーク出身のマルティン・シュパンベルクを任命した。
1738年6月18日（日本では元文3年5月13日）シュパンベルクはミハイル号、ナデジダ号、ガブリイル号の3隻150人から成る船団でオホーツクから出港したが、食糧不足により、いったん8月17日にカムチャツカ半島西岸のボリシェレツクへ引き返した。翌年改めて日本への探検を主目的とした第二次航海が行われることになり、1隻を追加して5月21日（日本では元文4年4月25日）にボリシェレツクを出港。南へ進路を取り、4日後には千島列島（クリル諸島）を通過。その後も南下を継続するが、6月14日に濃霧によりガブリイル号が船団から離れ、またウォールトン大尉率いるナデジダ号も何らかの理由によって別行動をとることになる。

## 日本側の異国船対策

徳川吉宗

寛永年間のいわゆる「鎖国体制」の完成により、長崎・対馬・薩摩・松前（山丹交易）の「四つの口」を通じて行う明（後に清）・オランダ・李氏朝鮮・琉球との交渉を例外として、日本は外国と通交することはなくなり、日本人・外国人ともに出入国に厳しい制限が設けられた。当初は必ずしも永続的な法制として整備された訳ではないが、鎖国開始以来約1世紀を経た18世紀前半には、体制の常態化により「鎖国=祖法」観が形成され、異国情勢に関する情報もオランダ風説書等、江戸幕府上層部のみが得る限られたもののみとなっていた。18世紀初頭に来日したイタリア人宣教師ジョバンニ・シドッチを審問した新井白石の『西洋紀聞』もほとんど流布することはなかった。
しかし、紀州藩主から8代将軍に就任し享保の改革を行った徳川吉宗は、異国情報にも大きな関心を持ち、また実学を尊重する気風から、漢訳洋書の輸入禁止を緩和して、西洋情報の入手を積極的に行った。これが後に蘭学の発展に繋がっている。一方、日本近海に出没する異国船に関しては、享保2年12月1日（1718年1月2日）に黒田宣政（福岡藩主）・小笠原忠雄（小倉藩主）・毛利元矩（長府藩主）に領海内での異国船を追捕したことを賞し、引きつづき警戒を続けるよう命じ、同月末には異国船と日本商人との密貿易を断固阻止するよう命ずるなど、異国船追捕の方針を採った。土井利実（唐津藩主）・松平忠雄（島原藩主）・松浦篤信（平戸藩主）など他の北部九州諸藩にも同様の通達を行っていた。

## 元文の黒船来航
元文4年5月19日（ロシア暦1739年6月18日）、仙台藩領の陸奥国本吉郡気仙沼で異国船の目撃情報があった。さらに4日後の23日に牡鹿半島沖の仙台湾に浮かぶ網地島にも2隻の異国船が出現した。これが上記のシュパンベルク船隊である。25日にははぐれていたガブリイル号と合流し、陸奥国亘理郡荒浜で3隻が目撃されている。また同日には仙台藩領から遠く離れた公議御料（幕府直轄領）安房国長狭郡天津村（現千葉県鴨川市）にも異国船が現れた。これは別行動をとっていたナデジダ号であった。ロシア船員はそれぞれ上陸し、住民との間で銀貨と野菜や魚、タバコなどを交換した。同月28日には伊豆国賀茂郡下田でも異国船が目撃された。その後ロシア船団は北緯33度30分まで南下し（紀伊半島潮岬に該当する）、ボリシェレツクへ帰投した。別働隊のウォールトン船も8月21日（日本では7月21日）にオホーツクへ到着。シュパンベルク隊による日本探検はひとまず終了した。この間の両国接触に関しては、ロシア側の航海日誌に詳細な記述が残され、また日本側の史料としては当時の雑説をまとめた『元文世説雑録』に収められている。
日本側では来航した異国船に対して、従来吉宗が定めていた強硬手段をとらず、まずその正体を探ることを優先した。幕府は異国船が去った後、現地住民が船員から入手した銀貨・紙札（トランプのカード）を長崎出島のカピタン（オランダ商館長）に照会した。その結果、紙札は賭け事に用いるカルタであること、および銀貨がロシア帝国の通貨であることが確認され、先の黒船がロシアによるものであることが判明した。これが日本政府がロシア帝国の存在を公的に認識した初例であり、後の嘉永年間にそれまでの外交文書をまとめた書である『通航一覧』（林健・復斎兄弟などの編纂）では「魯西亜国の事、我国において初めて聞こえしは元文四年乙未、房州奥州の瀕海へムスコウビヤ（モスクワ）の船往来し、土民へ銀銭を与へしを以て初とすべきか」とある。

## その後の日露関係
元文の黒船騒動で初めての接触を経た日露両国であったが、チュプカ諸島（占守郡・新知郡）では千島アイヌ居住地にロシア側の商人・海軍がじわじわとその勢力を伸張していった。1753年には日本語学校の日本人教授を大幅に増やしてイルクーツクに移転。これらの動きは蝦夷地（北海道）アイヌに影響を持っていた松前藩の警戒を招いた。しかし、蝦夷地収益の独占を図る松前藩は、道外や和人地からの蝦夷地への訪問を制限しており、日本人にとって蝦夷・ロシアに関する知識は極めて限られたものとなった。このような中、仙台藩の藩医工藤平助がロシア研究書である『赤蝦夷風説考』を著述（赤蝦夷はロシア人のこと）。時の政治改革を主導していた田沼意次も関心を抱き、最上徳内らを派遣し蝦夷地調査や新道開削などを開始したが、まもなく田沼が失脚したため、尻すぼみとなった。1793年のエカチェリーナ2世の時代には、日本人漂流者でロシアで保護されていた大黒屋光太夫ら3名の送還と通商開始交渉のため、アダム・ラクスマンの使節が根室に来航したが、田沼の後政権を握った松平定信らは漂流民の受け取りのみで通商は頑なに拒否して長崎回航を指示したため、ラクスマンはそのままオホーツクへ帰港した。その後も1804年にニコライ・レザノフが同様に漂流者津太夫ら4名の送還のため長崎へ来航したのち、通商を拒否された報復で樺太と択捉島を襲撃する事件（文化露寇）、1811年にはゴローニン事件が起きるなど正式な国交がないまま両国は緊張を続けた。1853年の米国による嘉永の黒船来航と同時期にエフィム・プチャーチン率いるロシア使節が日本へ来航。同年、樺太へのロシアの侵入が始まるが、交渉の末、1855年日露和親条約が締結され、ようやく国交が成立する。1858年の日露修好通商条約、1875年の樺太・千島交換条約により、両国関係はようやく安定することとなった。